# Лав
Вижте пояснителната страница за други значения на Лав.
„Лав“ (на английски: Love) е рок група от Лос Анджелис, Съединени американски щати.
Създадена през 1965 година в Лос Анджелис, тя е най-активна до началото на 1970-те години, но продължава да съществува и в наши дни с няколко прекъсвания и многократно променян състав. Макар че няма много голям търговски успех, критиците определят групата като една от най-влиятелните през този период, оказала силно влияние върху формирането на психеделичния рок.

## История

### 1963 – 1966
Артър Лий, който е роден в Мемфис, но от петгодишен живее в Лос Анджелис, записва музика от 1963 година със своите групи „Лагс“ и „Лийс Американ Фоур“. Освен това през 1964 година той продуцира сингъла „My Diary“ на Роуза Лий Брукс, в който свири китаристът Джими Хендрикс. Неговата композиция „Feathered Fish“ е записана от гаражната група „Сонс ъф Адам“, в която участва бъдещият барабанист на „Лав“ Майкъл Стюарт.
След като присъства на представление на „Бърдс“, Артър Лий решава да създаде своя собствена група, която да съчетае дотогавашния му ритъм енд блус стил с новия фолк рок саунд на „Бърдс“. Лий се запознава с певеца, автор на песни и китарист Брайън Маклийн, който работи като технически сътрудник при „Бърдс“. Маклийн се присъединява към групата малко преди тя да смени името си от „Грас Рутс“ на „Лав“ – причина за това става излизането на сингъл на друга група с името „Грас Рутс“.
Брайън Маклийн също свири на китара от около 1963 година, но се занимава с музика от съвсем ранна възраст. Композиторът Фредерик Лоу, който е съсед на семейството му, забелязва дарбата му, още когато той е тригодишен и се опитва да свири на пиано. В групата се включват също китаристът Джони Екълс, роден в Мемфис като Лий, и барабанистът Дон Конка, заменен малко по-късно от Снупи Пфистърър. Първият басист на „Лав“ Джони Флекънстейн преминава в „Стандел“ през 1967 година и мястото му е заето от Кен Форси, свирил преди това в „Сърфеърс“.
„Лав“ започва да свири в клубове в Лос Анджелис през април 1965 година и става популярна на местната сцена. По това време те изпълняват дълги композиции, като „Revelation“, привличайки вниманието на групи като „Ролинг Стоунс“ и „Ярдбърдс“. Членовете на групата живеят заедно в къща, която наричат „Касъл“ (Замък) и обложките на първите им два албума включват снимки от нейния двор.